# Eleocharis quinqueflora
Eleocharis quinqueflora là loài thực vật có hoa trong họ Cói. Loài này được (Hartmann) O.Schwarz mô tả khoa học đầu tiên năm 1949.

## Hình ảnh

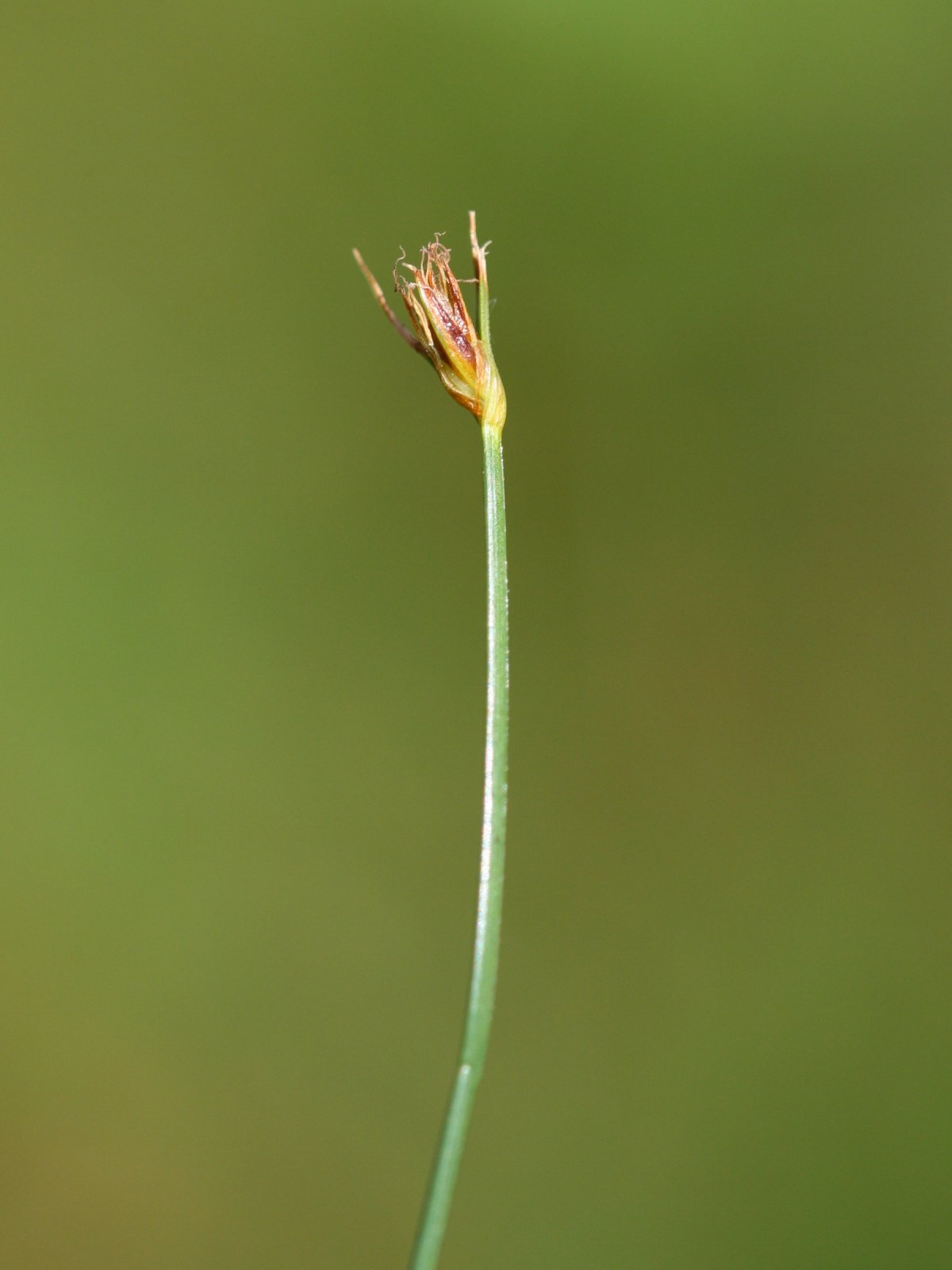
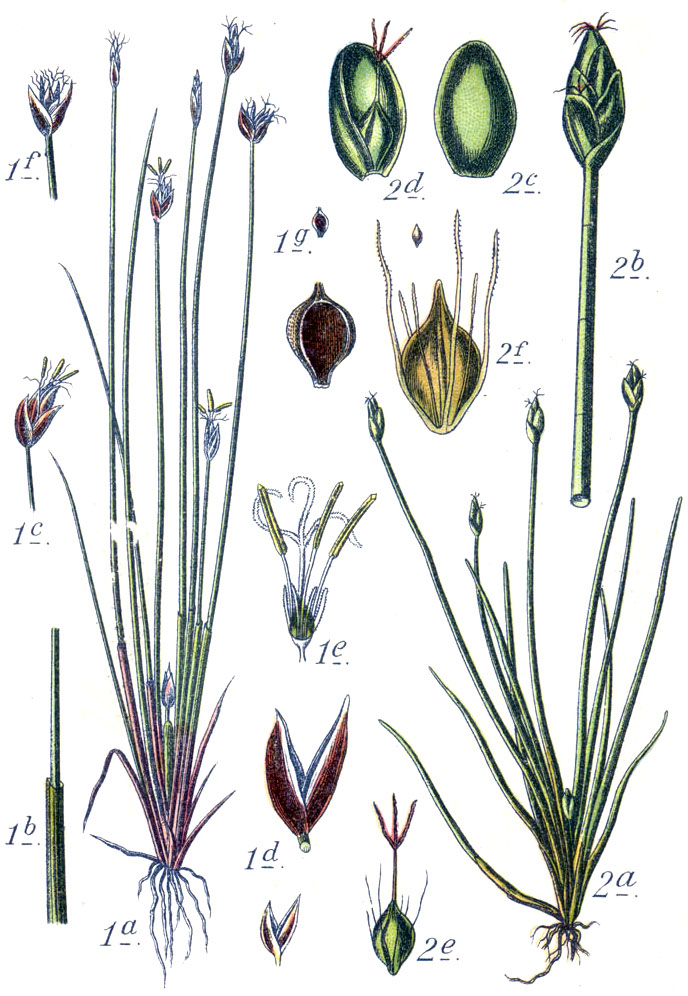
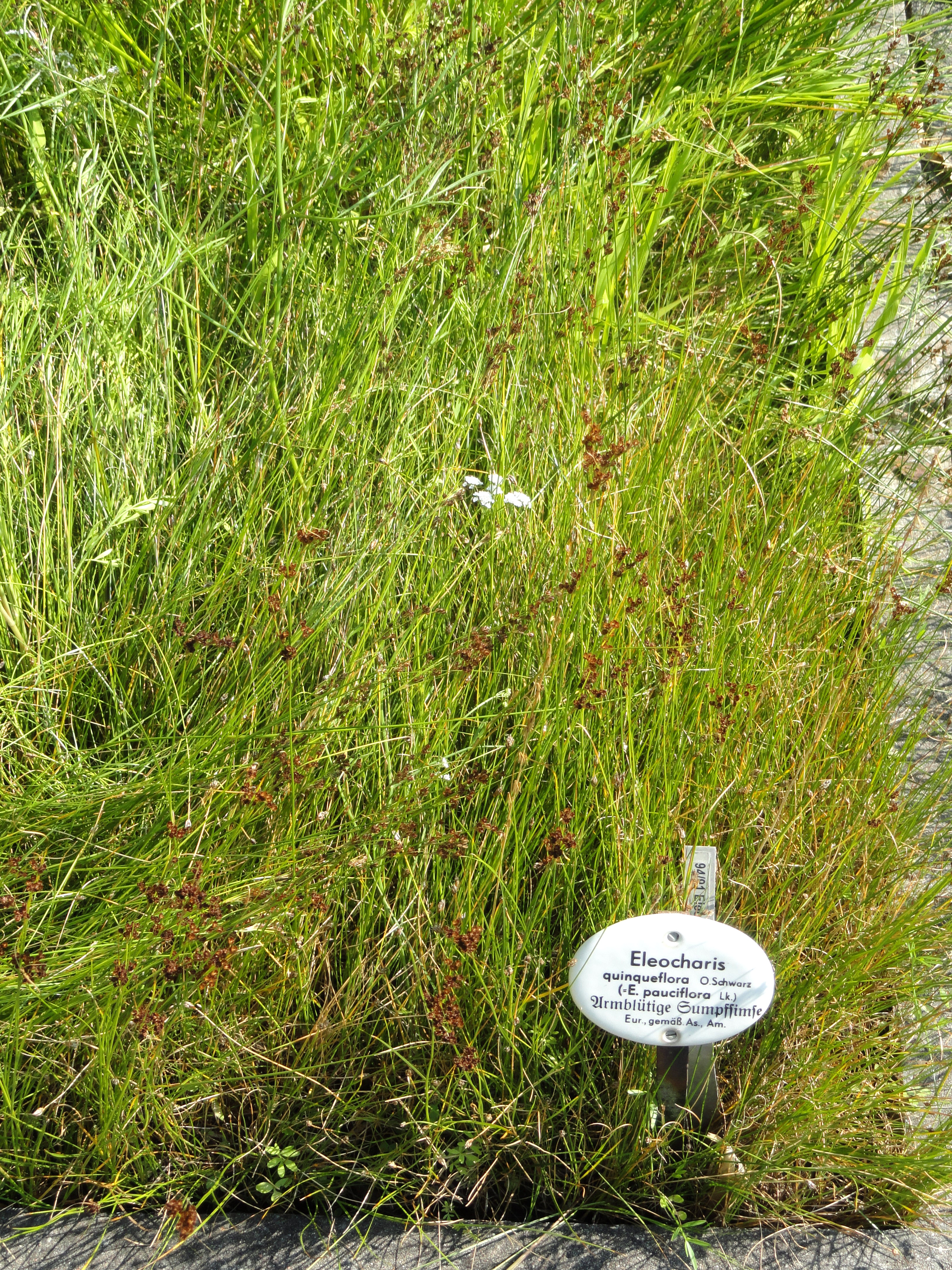
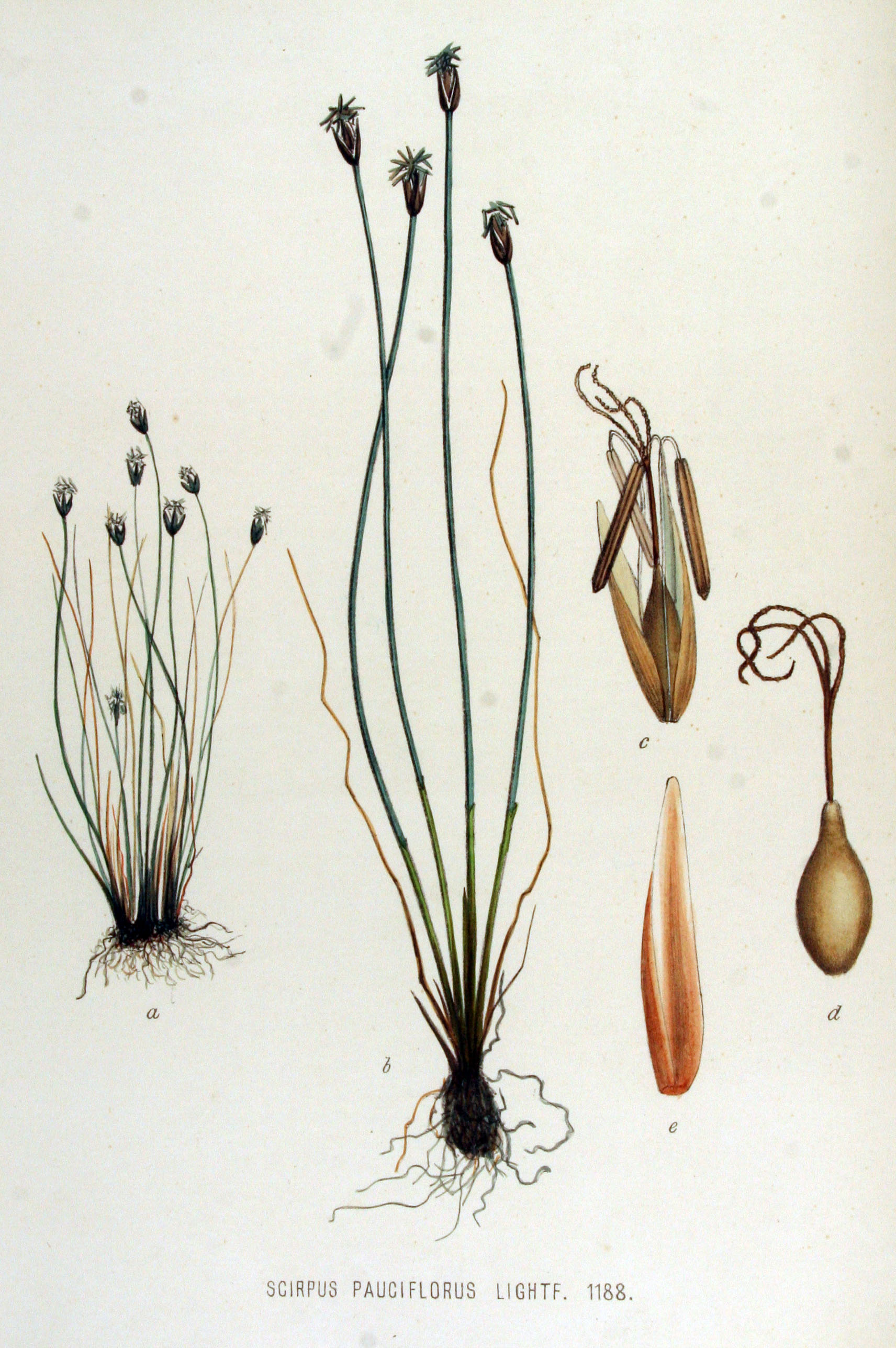